# Estadio Rey Abdullah II
El Estadio Rey Abdullah II (en árabe: ستاد الملك عبدالله) es un estadio multiusos ubicado en la ciudad de Amán, Jordania. El recinto fue inaugurado en 1999 y su nombre hace referencia al rey Abdalá II de Jordania, actual monarca del país. Se utiliza sobre todo para disputar partidos de fútbol. Posse una capacidad para 18.000 personas.

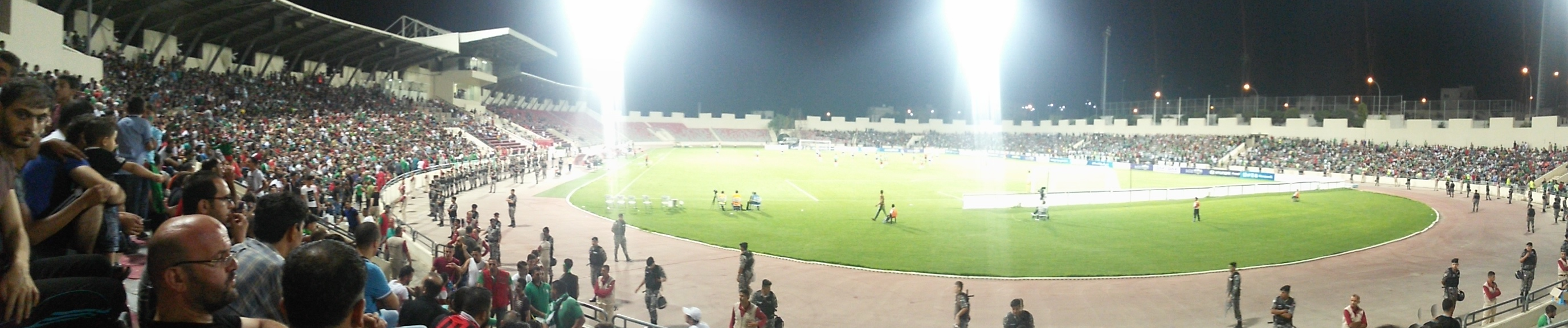
Panorámica del estadio.